# Lactarius auriolla
Lactarius auriolla Kytöv. – gatunek grzybów należący do rodziny gołąbkowatych (Russulaceae).

## Systematyka i nazewnictwo
Pozycja według klasyfikacji Index Fungorum: Lactarius, Russulaceae, Russulales, Incertae sedis, Agaricomycetes, Agaricomycotina, Basidiomycota, Fungi
Po raz pierwszy opisał go w 1984 r. Ilkka Kytövuori i nadana przez niego nazwa naukowa jest aktualna.

## Morfologia
Kapelusz
Średnicy 4–8 cm, żółty lub żółtawy, u młodych owocników wypukły, z wgłębieniem w środku, po dojrzeniu lejkowaty, z włókienkowatym brzegiem.
Hymenofor
Blaszkowy, blaszki białe, proste i przyrośnięte do trzonu.
Trzon
Długości 3,5–6,5 cm i średnicy 1,2–2 cm, barwy kapelusza, suchy, pusty w środku.
Miąższ
Zbudowany jest z kulistawych komórek (sferocytów powodujących ich specyficzną kruchość i nieregularny przełam. Ma ostry smak, wydziela białe mleczko, przebarwiające się żółto na powietrzu, pomarańczowe w roztworze wodorotlenku potasu.
Zarodniki
Elipsoidalne, o wymiarach 7,3–9,1 × 5,4–6,6 μm, bez pory rostkowej, pokryte amyloidalną siateczką.

## Występowanie i siedlisko
Podano jego stanowiska głównie na Półwyspie Skandynawskim oraz pojedyncze w Kanadzie i azjatyckiej częśći Rosji. W Polsce nie występuje.
Naziemny grzyb mykoryzowy, rozwijający się w wilgotnych lasach, w obecności świerku pospolitego (Picea abies), szczególnie na wapiennych glebach. W Europie) wytwarza owocniki w sierpniu i wrześniu.